# Gina Swainson
Pour les articles homonymes, voir Swainson.
Gina Ann Casandra Swainson, née le 6 juin 1958, est un mannequin bermudien. 
Le 15 novembre 1979, elle est élue Miss Monde lors de la cérémonie qui se tient au Royal Albert Hall de Londres. Elle est également première dauphine de Miss Univers 1979.